# البلورات الكريستالية
البلورات الكريستالية هي «المواد الصلبة التي هي عبارة عن مواد بلورية أحادية الطور تتكون من مركبين جزيئيين أو أيونيين مختلفين أو أكثر بشكل عام في نسبة متكافئة غير مذابة ولا أملاح بسيطة.»  التعريف الأوسع هو أن البلورات «تتكون من عنصرين أو أكثر يشكلان بنية بلورية فريدة لها خصائص فريدة.» توجد العديد من التصنيفات الفرعية للبلورات. 
يمكن للبلورات الكريستالية أن تشمل أنواع عديدة من المركبات، بما في ذلك هيدرات، المذيبات وكلاثراتيس، والتي تمثل مبدأ أساسي من مبادئ الكيمياء المضيف الضيف. يتم الإبلاغ عن مئات الأمثلة على التبلور سنويًا.

## التاريخ
درس فريدريش وولر أول مادة بلورية تم الإبلاغ عنها، وهي كينهيدرون، في عام 1844. Quinhydrone هو cocrystal من كينون والهيدروكينون (المعروف archaically كما كينول). وجد أن هذه المادة تتكون من مزيج 1: 1 من المكونات المولية. تم تحليل الكينهايدرون من قبل مجموعات عديدة خلال العقد التالي وتم صنع العديد من بلورات الكريستال ذات الصلة من الكينونات المهلجنة.
تم اكتشاف العديد من بلورات الكريستال في أواخر القرن التاسع عشر وأوائل القرن العشرين في مجلة اورجنايستش موليكلفيربيندينجن ، التي نشرها بول فايفر في عام 1922.  فصل هذا الكتاب البلورات إلى فئتين؛ تلك المصنوعة من غير عضوية: مكونات عضوية، وتلك المصنوعة من مكونات عضوية فقط. تشتمل البلورات غير العضوية: العضوية على جزيئات عضوية متبلورة مع أملاح قلوية وأملاح قلوية، وأحماض معدنية، وهالوجينات كما في حالة الكينونات المهلجنة. تحتوي غالبية البلورات العضوية: العضوية على مركبات عطرية، مع جزء كبير يحتوي على مركبات عطرية ثنائية أو ثلاثية النتروجين. كان وجود العديد من بلورات الكريستال التي تحتوي على الأوكاليبتول، وهو مركب لا يحتوي على مجموعات عطرية، اكتشافًا مهمًا علم العلماء أن تكديس pi ليس ضروريًا لتكوين بلورات الكريستال.
استمر اكتشاف بلورات الكريستال طوال القرن العشرين. تم اكتشاف بعضها بالصدفة والبعض الآخر عن طريق تقنيات الفحص. سمحت معرفة التفاعلات بين الجزيئات وتأثيراتها على الحشو البلوري بهندسة بلورات مع الخصائص الفيزيائية والكيميائية المرغوبة. في العقد الماضي، كان هناك اهتمام متزايد بأبحاث cocrystal ، ويرجع ذلك أساسًا إلى التطبيقات في صناعة الأدوية.
تمثل البلورات حوالي 0.5٪ من الهياكل البلورية المؤرشفة في قاعدة بيانات كامبريدج الهيكلية (CSD).  ومع ذلك، فإن دراسة بلورات الكريستال لها تاريخ طويل يمتد لأكثر من 160 عامًا. لقد وجدوا استخدامها في عدد من الصناعات، بما في ذلك الأدوية والنسيج والورق والمعالجة الكيميائية والتصوير الفوتوغرافي والوقود والإلكترونيات. 

## تعريف
معنى مصطلح cocrystal محل خلاف. ينص أحد التعريفات على أن البلورة عبارة عن بنية بلورية تتكون من مكونين على الأقل، حيث قد تكون المكونات عبارة عن ذرات أو أيونات أو جزيئات.  يتم توسيع هذا التعريف أحيانًا لتحديد أن المكونات صلبة في أشكالها النقية في الظروف المحيطة. ومع ذلك، فقد قيل أن هذا الفصل على أساس المرحلة المحيطة هو تعسفي. تعريف أكثر شمولاً هو أن بلورات الكاكاو «تتكون من مكونين أو أكثر يشكلان بنية بلورية فريدة لها خصائص فريدة.»  نظرا لاختلاف في استخدام هذا المصطلح، هياكل مثل solvates وclathrates قد أو قد لا تعتبر cocrystals في حالة معينة. يكمن الاختلاف بين الملح البلوري والكريستال فقط في نقل البروتون. يعتمد نقل البروتونات من مكون إلى آخر في البلورة على البيئة. لهذا السبب، قد يُنظر إلى الأملاح البلورية والبلورات على أنها طرفي طيف نقل البروتون، حيث أكمل الملح نقل البروتون في أحد طرفيه وغياب انتقال البروتونات للبلورات في الطرف الآخر.